# Indígenas de América
Los indígenas de América, también llamados indios americanos, amerindios, indoamericanos, nativos americanos, aborígenes americanos o jashtes, son los primeros pobladores humanos de América y sus descendientes que mantienen su cultura o se reconocen como tales. Algunos autores excluyen de entre los amerindios a los esquimales y a veces también a los pueblos de lenguas na-dené, ya que de acuerdo con la hipótesis amerindia su origen etnolingüístico y llegada a América en sí fue posterior.

## Origen del nombre

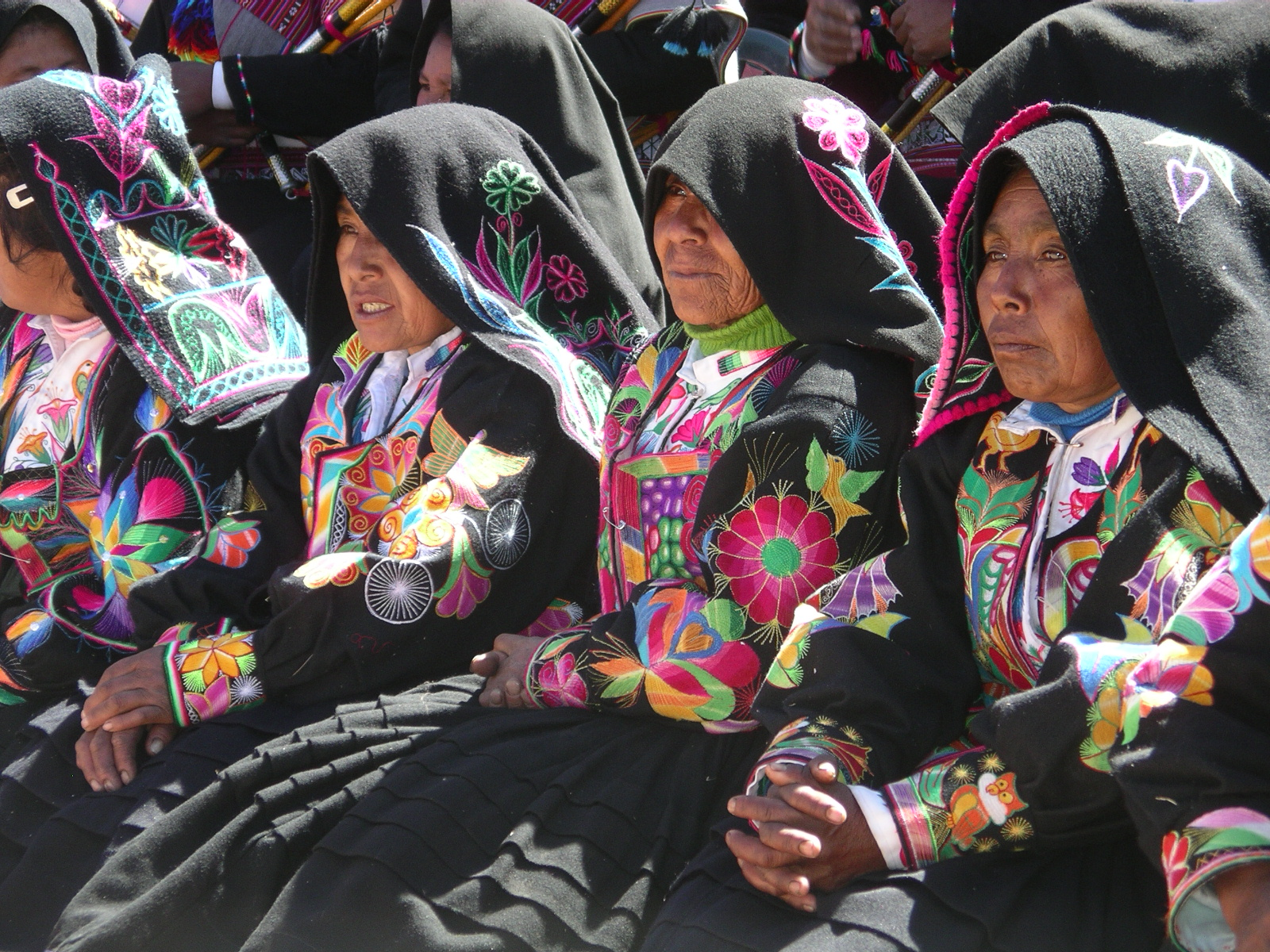
Mujeres quechuas con traje de fiesta, en la isla de Taquile (lago Titicaca).

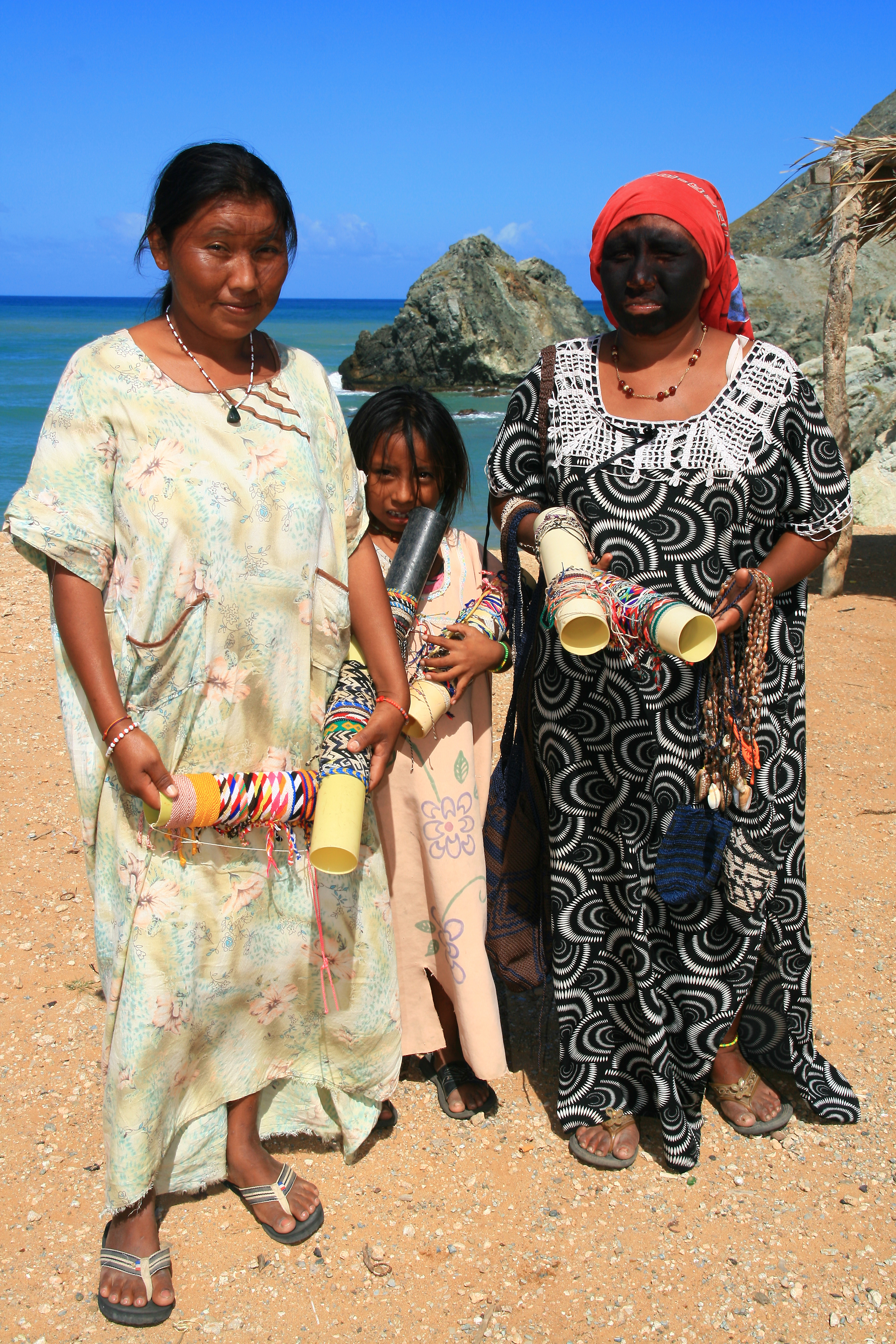
Mujeres wayúu artesanas, en la Guajira colombo-venezolana.

Los viajes de Cristóbal Colón en 1492 buscaban alcanzar una ruta a Asia que permitiese evitar el paso por el Mediterráneo oriental, bloqueado entonces por los turcos. Los cálculos de Colón, en exceso optimistas, le llevaron a pensar que la ruta occidental era más corta de lo que es en realidad. Al llegar a América, aproximadamente en el plazo que sus cálculos indicaban que llegaría a las costas de Cipango —el actual Japón—, no reconoció el territorio como lo que era, y creyó por el contrario haber llegado a «las Indias», el nombre genérico para el extremo Oriente asiático.
El «descubrimiento de América» no se reconoció como tal en un primer momento, y no sería sino hasta años más tarde cuando Américo Vespucio descubriría el error. A los oriundos de las tierras descubiertas se les llamó, en virtud de la confusión, «indios».
Aunque el descubrimiento de Vespucio permitió corregir la cartografía, en el uso lingüístico la confusión se perpetuó en el nombre dado a los nativos. En la mayoría de los idiomas europeos, la palabra indio es la misma para los naturales de la India y para los pueblos autóctonos americanos. En algunas, no obstante, existen dos palabras diferentes; por ejemplo, los nativos de la India en alemán se denominan Inder y los pueblos americanos se denominan Indianer. En efecto, en algunos países, como, por ejemplo, Venezuela, se emplea el término «indio» para los aborígenes americanos mientras que para el gentilicio de la India se usa el término «hindú», también recogido por el Diccionario con esa acepción.
Durante la época colonial, no se había desarrollado un uso despectivo de la palabra contra los habitantes nativos de América, sino que su uso era general para quienes vivieran en las Indias (sean las Indias Occidentales, que se referían a los indígenas americanos, como a las Indias Orientales, que se referían a los chinos, indios, japoneses, etc. por igual).

"De acuerdo con la concepción de la época, indios e indias, y su patria de origen, la India, incluía por igual China, Japón, e India".
Irigoyen, 1994

"El termino indio en la mentalidad popular peruana remite a "natural de los Andes", no sin cierto sentido despectivo. A ello contribuyó el indigenismo del siglo XX. Sin embargo, en la realidad histórica peruana la denominación de "indio", desde su aparición en el siglo XVI, abarcó un universo muy amplio y complejo, simplificando en exceso a veces en la historiografía tradicional peruana, en la posición "indio-español". Pero un acercamiento a los documentos que informan sobre la población india que vivía en la Ciudad de Lima de inicios del siglo XVII muestra que los denominados "indios" no eran solamente los naturales de los Andes, sino gentes venidas de otras partes del mundo, como el Asia, o los había también de Centroamérica y México".
Alcántara y Montero, 2018

En el siglo XX, denominar a los nativos originales del “Nuevo Mundo” indios, o su equivalente en inglés, Indian, se volvió políticamente incorrecto y surgieron una serie de nombres alternos aceptados tanto en español como en inglés. Los términos indoamericano, indígena, indígena americano, amerindio y originario han tenido vigencia en idioma español, y los términos American Indian, Native American y First Nations fueron algunos de los nuevos apelativos utilizados en inglés. En el mundo hispánico, también ha obtenido algunas connotaciones negativas desde mediados y finales del siglo XX debido a que autores de la Modernidad (usualmente de carácter progresista) lo han reducido despectivamente al significado desigual que tenía en el estatus jurídico colonial de la República de indios, anhelando una ruptura con el Antiguo Régimen para fomentar el desarrollo; otros también lo rechazan por el uso peyorativo que ha tenido debido a su uso para representar estereotipos de los nativos americanos y que promueva la generalización de un grupo particular de personas. Sin embargo, muchos nativos se aferran a identificarse como indios pues ven el concepto como un elemento de reconocimiento, protección e identidad cultural frente al "otro" (los criollos, o mestizos europeizados). Por ello, no tienen problemas en emplear tal categoría "colonial", ya que entienden que representa en esencia a una comunidad concreta que es preexistente al dominio español o republicano. La terminología habría pasado por un proceso de singularización y abstracción que habría relativizado su significado según la perspectiva de cómo configurar la "indianidad" acorde a fijaciones políticas, geográficas y temporales, así como por el conflicto de tradición frente a modernidad.

"Si bien durante más de 350 años el termino “indio” no era considerado ofensivo, en la actualidad, después de haber asimilado una serie de corrientes ideológicas externas, muchos pueblos indígenas ven el término "indio" como ofensivo. A partir de la década de 1950 se vuelve poco frecuente el uso del término "indio" en los textos académicos, siendo cada vez más usados las designaciones de "pueblo nativo, originario, nativo americano, autóctono, indígena, aborigen o pueblo campesino". La influencia del indigenismo y marxismo traerá consigo una diferenciación entre el indio y el indígena, lo que lleva a un estado de confusión, donde lo "indio" es visto como un término "colonial" que debe desecharse del vocabulario del "proletariado campesino".
T. Wasserman, 1985

Si bien en la gran mayoría de los países de América hay presencia de pueblos indígenas, estos son mayoría únicamente en Guatemala y en Bolivia, mientras que en México, en Perú y en Ecuador dicha cantidad es menor pero significativa, ya que estos países contienen mayor cantidad de mestizos, a diferencia de los dos primeros, que tuvieron poco mestizaje.
En Paraguay se tiene la lengua indígena guaraní como uno de los dos idiomas oficiales del país desde la Constitución Nacional de 1992.
En los Estados Unidos, las reservas indígenas tienen estatus de «soberanas», y sus leyes y gobiernos tribales están por encima de las normativas municipales y leyes estatales, y solo por debajo de las leyes federales y la Constitución, lo que establece una relación «de gobierno a gobierno» (véase tribal sovereignty, en la Wikipedia en inglés).
| País                         | Indígena | Parte indígena | Total combinado |
| Norteamérica                 | Indígena | Parte indígena | Total combinado |
| Groenlandia                  | 89 %     |                | 89 %            |
| Canadá                       | 1.8 %    | 3.6 %          | 5.4 %           |
| México                       | 9.36 %   |                |                 |
| República Dominicana         |          |                |                 |
| Granada (isla)               | ~0.4 %   | ~0 %           | ~0.4 %          |
| Haití                        | ~0 %     | ~0 %           | ~0 %            |
| Jamaica                      |          |                |                 |
| Puerto Rico                  | 0.4 %    | 84 %           | 84.4 %          |
| San Cristóbal y Nieves       |          |                |                 |
| Santa Lucía                  |          |                |                 |
| San Vicente y las Granadinas | 2 %      |                | 2 %             |
| Trinidad y Tobago            | 0.8 %    | 88 %           | 88.8 %          |
| Centroamérica                | Indígena | Parte indígena | Total combinado |
| Guatemala                    | 43.5 %   | 56 %           | 99.5 %          |
| Sudamérica                   | Indígena | Parte indígena | Total combinado |
| Argentina                    | 2.38 %   | 53 %           | 56.38 %         |
| Bolivia                      | 20 %     | 68 %           | 88 %            |
| Brasil                       | 0.4 %    | 23 %           | 23.4 %          |
| Chile                        | 4.6 %    |                | 4.6 %           |
| Colombia                     | 10.4 %   | 47.4 %         | 57.8 %          |
| Ecuador                      | 7 %      | 65 %           | 72 %            |
| Guayana Francesa             |          |                |                 |
| Guyana                       | 10.5 %   |                | 10.5 %          |
| Paraguay                     | 1.7 %    | 95 %           | 96.7 %          |
| Perú                         | 25.8 %   | 60.2 %         | 86 %            |
| Surinam                      | 2 %      |                | 2 %             |
| Uruguay                      | 2,4 %    |                | 38 %            |
| Venezuela                    | 2.7 %    | 51.6 %         | 54.3 %          |

## Historia

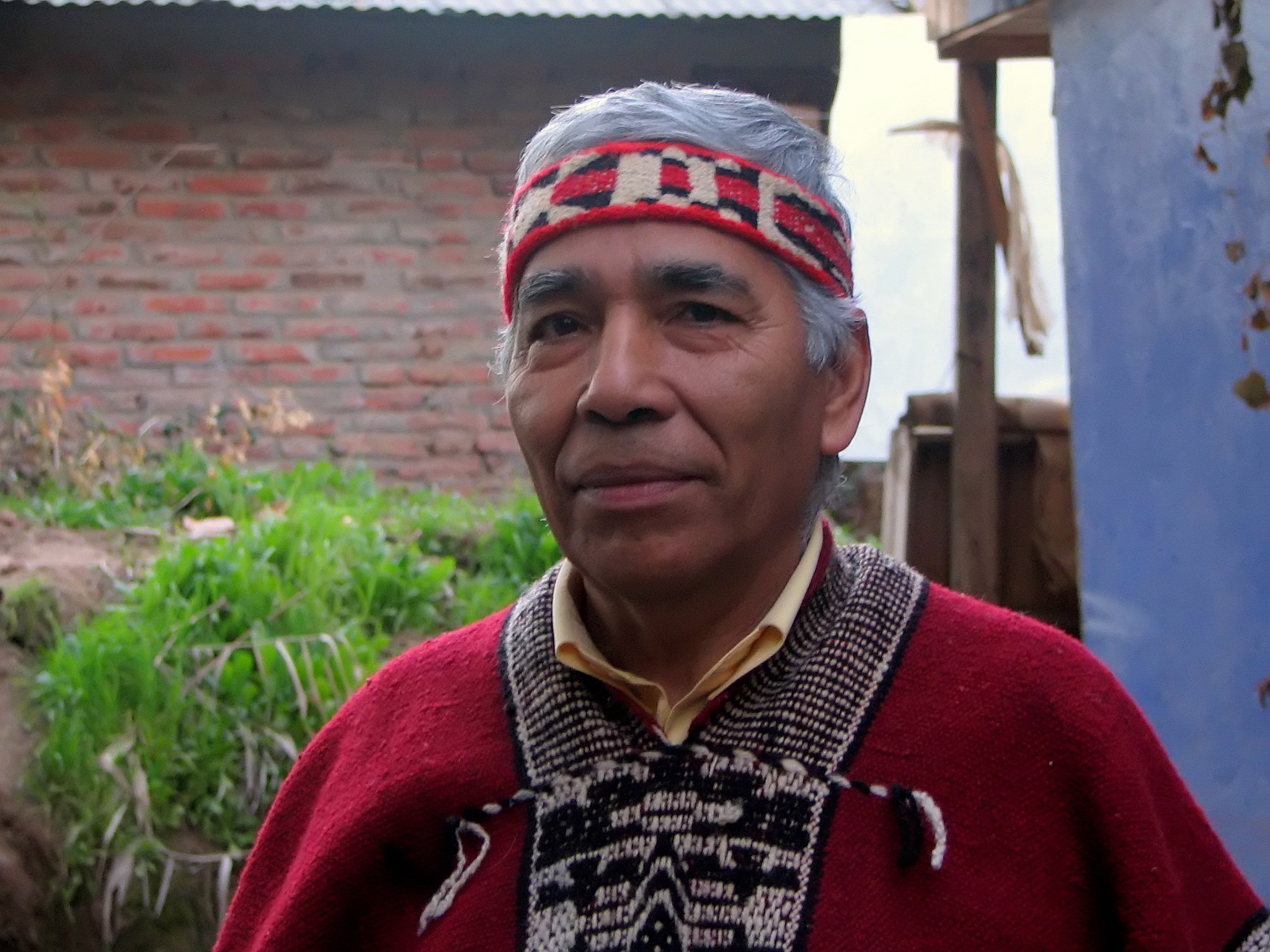
Hombre mapuche en Chile.

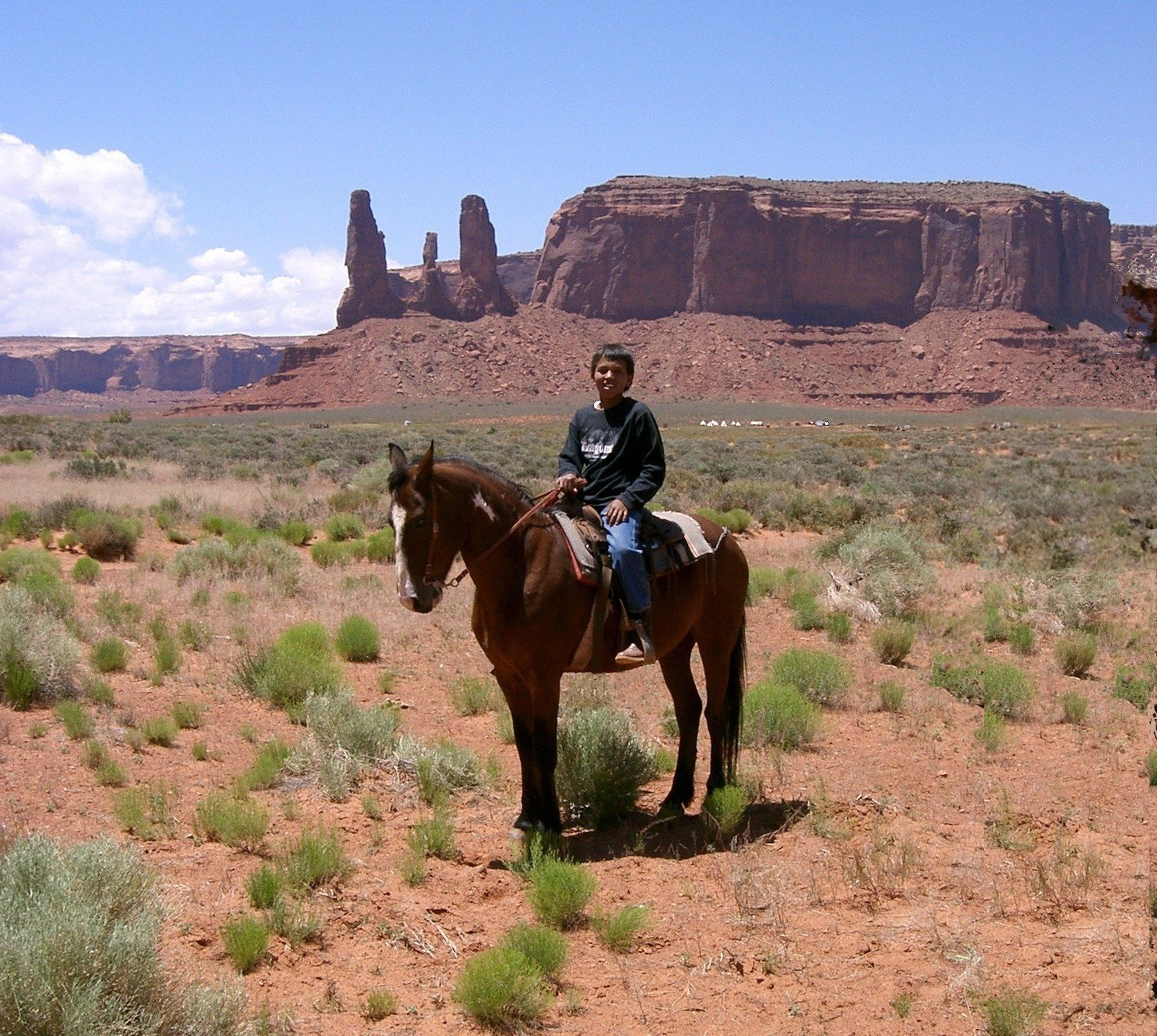
Niño navajo en el valle de los monumentos (Arizona, Estados Unidos).

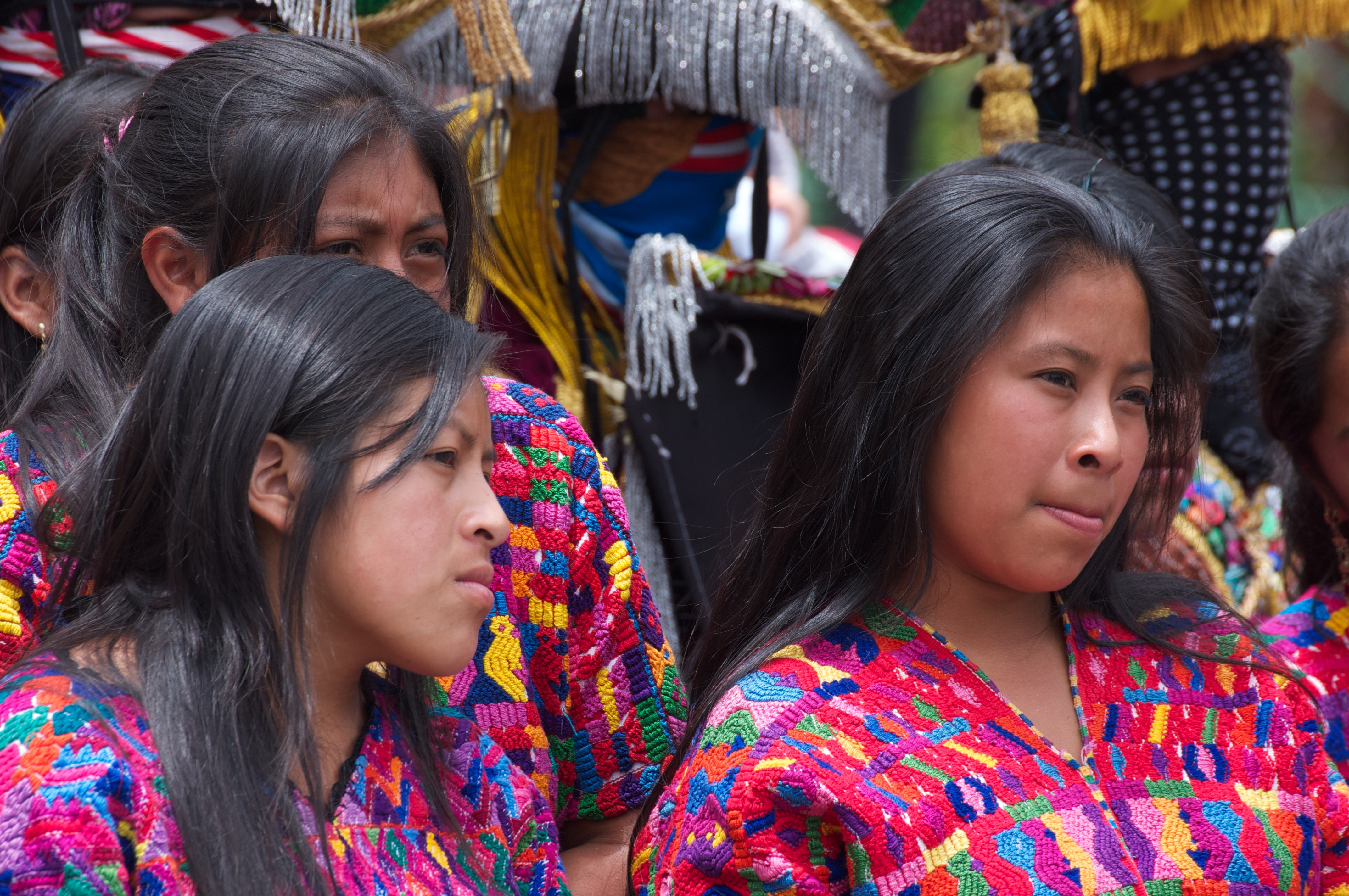
Mujeres maya en la Antigua Guatemala.

Según la teoría más conocida y aceptada sobre el poblamiento de América, los indígenas americanos descienden de grupos de cazadores recolectores de origen siberiano que migraron a América por el estrecho de Bering durante la última glaciación Würm. Sin embargo, ciertos descubrimientos controvertidos recientes, como Pedra Furada, en Brasil, y Monte Verde, en Chile, parecen contradecir la teoría e indican una posible colonización anterior a la siberiana. Como en el resto del mundo, excepto en África, la colonización humana vino acompañada de la práctica extinción de toda la megafauna local, exceptuando algunos bóvidos, como el bisonte. Hacia el 2500 a. C. había ya importantes comunidades agrícolas, como la civilización de Caral, en el Perú, cuyos indicios más antiguos se remontan al 3000 a. C. La cultura Valdivia, por su parte, se desarrolló entre el 3800-3500 a. C. en la provincia de Santa Elena del actual Ecuador, lo cual la convierte en la cultura cerámica más antigua de América, aunque hay que mencionar que 10 000 a. C. en Ecuador ya existían la cultura Las Vegas, de la que se cree domesticó la calabaza, y la cultura La Tolita de 600 a. C., quienes fueron los primeros en la historia de la humanidad en hacer orfebrería con platino.
Las altas culturas precolombinas surgieron en Mesoamérica y Sudamérica. De norte a sur podemos nombrar a los mexicas, mixtecas, toltecas, mayas, xincas, chibchas e incas. En cambio, en Norteamérica los asentamientos humanos no alcanzaron un nivel cultural tan complejo como en las civilizaciones antes señaladas, en parte por su menor densidad de población y, sobre todo, por sus actividades seminómadas.
Se cree que, en el siglo XI de nuestra era, vikingos de origen noruego establecieron las primeras colonias europeas en América, concretamente en lo que hoy se llama Nueva Escocia, aunque su estancia debió de ser muy breve y su repercusión sobre los indígenas americanos no muy importante.
A partir de 1492, se inicia la colonización europea de América. El Imperio español se expandió en los territorios de América bajo la bandera de la evangelización. La colonización española trajo el reemplazo de los sistemas locales de gobierno y la imposición de administraciones sujetas a la Corona de Castilla. Junto con las acciones militares, la sujeción de los nativos a sistemas de trabajo forzado —mitas, encomiendas y otros regímenes— y el contacto con enfermedades para las cuales carecían de anticuerpos ocasionaron una brusca reducción en la población indígena americana. En las regiones de colonización portuguesa, inglesa y francesa, la continuidad cultural indígena americana ha sido menor, como se acaba de señalar, mientras que, en regiones de soberanía castellana, las costumbres nativas se preservaron en su gran mayoría.
En Perú, Bolivia, Ecuador, Paraguay y la provincia de Corrientes (Argentina) hay lenguas indígenas con rango de cooficiales junto al castellano. Groenlandia tiene como única lengua oficial al idioma groenlandés. Además, tanto en Paraguay y México como en Venezuela las lenguas indígenas han alcanzado el reconocimiento de lenguas nacionales, aunque, en comparación con otros países, en México es muy pequeño el porcentaje de habitantes que habla una lengua indígena. En 2020 solo el 6.2 % de los mexicanos fueron registrados por el Instituto Nacional de Estadística y Geografía (INEGI) como capaces de hablar una lengua autóctona, en tanto que el 93 % de los indígenas son hablantes nativos de castellano como monolingües, o bilingües que tienen el castellano como segundo idioma.

## Aspectos culturales

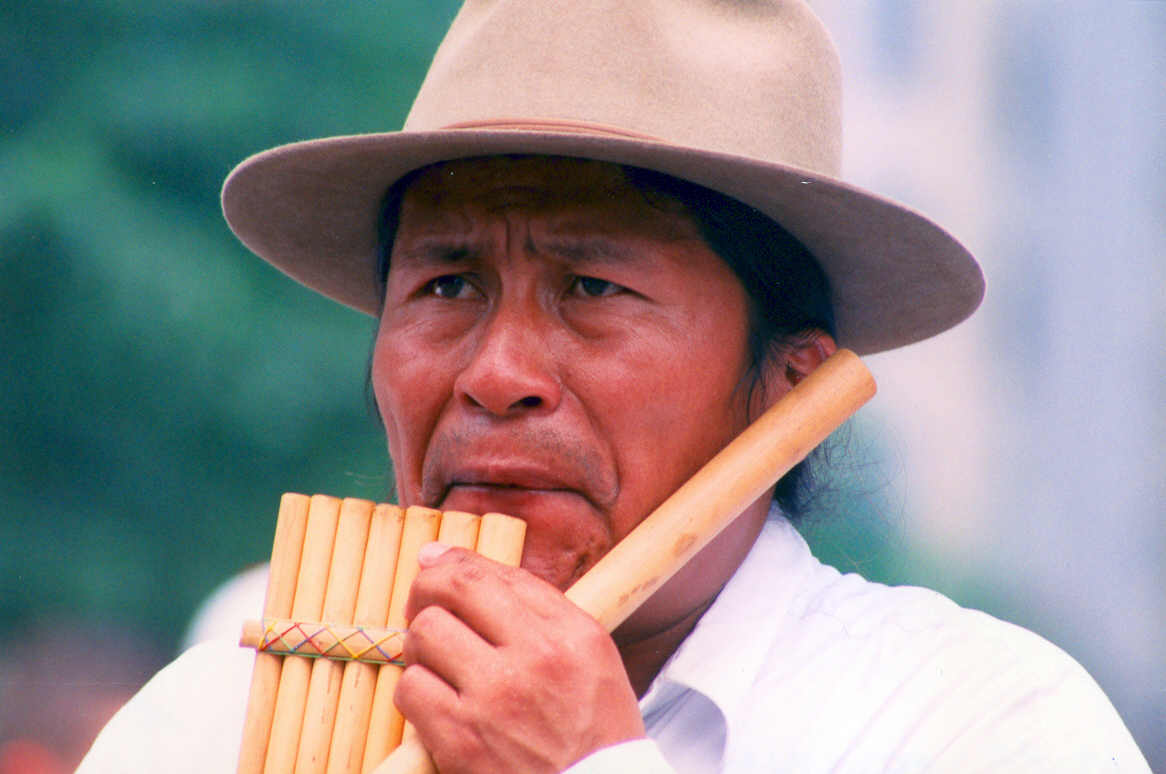
Indígena tocando una zampoña, antara o siku.

La cultura de los indígenas de América varía enormemente. La lengua, la vestimenta y las costumbres difieren bastante de una cultura a otra. Esto se debe a la extensa distribución de los americanos y a las adaptaciones a las diferentes regiones de América. Por ejemplo, debido a la región semidesértica, los chichimecas de Aridoamérica nunca llegaron a formar una civilización como las de Mesoamérica, sus vecinos al sur. Como consecuencia de esto, los chichimecas crearon una cultura basada en la práctica del nomadismo. Aunque los aztecas e incas establecieron civilizaciones extensas y ricas, la vestidura de ambos dependía mucho del clima de sus tierras. En Mesoamérica, donde el clima es más cálido, solían usar menos vestimenta que los habitantes de los Andes. Aun así, hay algunas características culturales que la mayoría de los indígenas americanos practicaban.

### Música

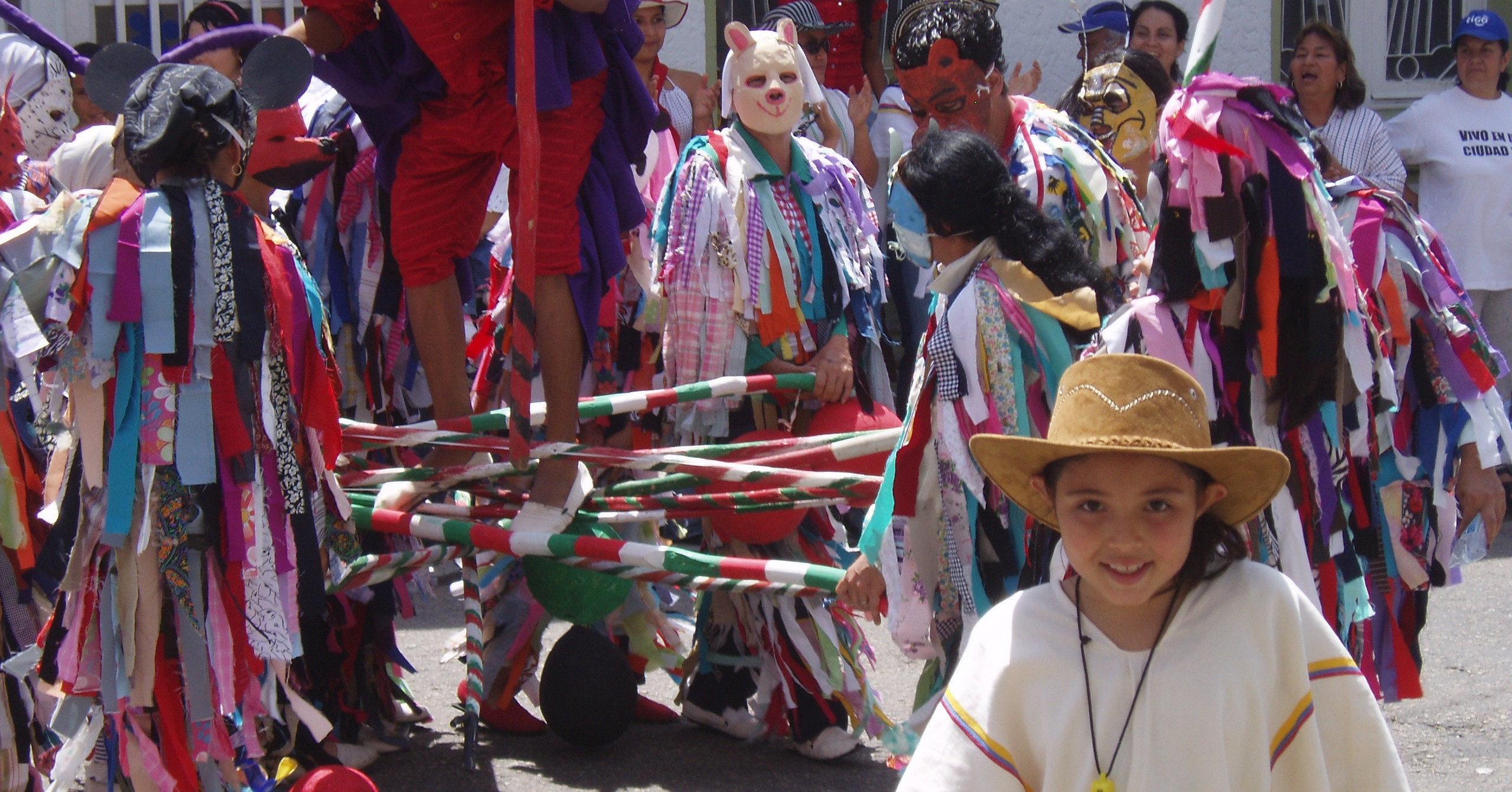
Niña pijao.

Los alientos y las percusiones fueron los instrumentos mayormente usados por las culturas indígenas de América. En casi todo Estados Unidos y Canadá, la música fue acompañada de percusiones monofónicas. Se cree que en el centro de México y Centroamérica la música fue hecha a partir de escalas pentafónicas. Se suele considerar que, antes de la llegada de los españoles, la música era inseparable de las festividades religiosas, festividades que incluían una gran variedad de instrumentos de viento y percusión como tambores, flautas, conchas de caracol (usados como trompeta) y tubos de lluvia. En cuanto a los instrumentos de cuerda, algunos grupos llegaron a emplearlos utilizando elementos naturales (frutos y troncos ahuecados) e incluso la cavidad bucal como caja de resonancia; usualmente no se emplearon sino dos o tres cuerdas tensadas sobre algún arco, las cuales eran punteadas, con o sin plectro, sin formar lo que en Occidente se conoce como armonía.
Después de la entrada de los españoles, el proceso de conquista espiritual se vio favorecido, entre otras cosas, por el servicio musical litúrgico al que se integró a los indígenas, cuyas dotes musicales llegaron a sorprender a los misioneros. Estas eran de tal magnitud, que pronto aprendieron las reglas del contrapunto y la polifonía e incluso el manejo virtuoso de los instrumentos, de modo que no fue necesario solicitar más músicos traídos de España, lo cual molestaba significativamente al clero.[cita requerida] La solución que se planteó fue no emplear sino a cierto número de indígenas en el servicio musical, no enseñarles contrapunto, no permitirles tocar ciertos instrumentos (alientos metales, por ejemplo, en Oaxaca, México) y, por último, no importar más instrumentos para que los indígenas no tuviesen acceso a ellos. Esto último no fue óbice para el goce musical de los indígenas, quienes experimentaron la construcción de instrumentos, particularmente de cuerdas frotadas (violines y contrabajos) o punteadas (tercerolas). Es allí donde podemos encontrar el origen de la ahora llamada música tradicional, cuyos instrumentos poseen una afinación propia y una estructura típica occidental.[cita requerida]
En cuanto a la fusión de tradiciones musicales, en México se preservan dos pequeñas obras sacras de don Hernando Franco, Dios itla tonantzin e In ilhuicac, que combinan el método contrapuntístico occidental con la lengua náhuatl y una rítmica no muy común que introduce lo que parecieran algunos errores contrapuntísticos que más que accidentes son provocados.

### Agricultura
En el curso de mil años, se domesticaron, crearon y cultivaron gran cantidad de especies de plantas en el continente americano. Se calcula que más de la mitad de la producción de cultivos del mundo proceden de plantas inicialmente desarrolladas por los indígenas de América. En muchos casos, la gente indígena creó especies totalmente nuevas de algunas salvajes que ya existían, como es el caso del maíz, creado del teosinte silvestre de los valles del norte de Guatemala. Un gran número de estos productos agrícolas aún mantienen sus nombres adaptados de la palabra en náhuatl o en quechua.
Entre las técnicas agrícolas desarrolladas por los indígenas americanos se encuentran la asociación de cultivos como la milpa mesoamericana o la chacra andina, el cultivo en andenes y diversas clases de sistemas de riego. La tierra negra amazónica es un suelo muy fértil creado por acción humana, pero se discute si su formación fue intencional.
Entre las técnicas del tratamiento de alimentos se destacan la nixtamalización, que aumenta la disponibilidad de nutrientes del maíz, y la elaboración de chuño (papas deshidratadas por congelación).
Una lista parcial de los cultivos de origen americano incluye:
Principales cultivos en Norteamérica (también conocidos como las cuatro hermanas):
- maíz o choclo (Zea mays)
- calabaza o zapallo (Cucurbita)
- frijol, judía o poroto (Phaseolus vulgaris)
- tomate o jitomate (Solanum lycopersicum)

Otros cultivos conocidos mundialmente son:
| - papa o patata (Solanum tuberosum) - camote, batata o boniato (Ipomoea batatas) - aguacate o palta (Persea americana) - cacahuate, cacahuete o maní (Arachis hypogaea) - cacao (Theobroma cacao) | - vainilla (Vanilla) - piña o ananá (Ananas comosus) - yuca o mandioca (Manihot esculenta) - chile, ají o pimiento (Capsicum) - pimienta de Jamaica (Pimenta dioica) |

Cultivados regionalmente:
| - oca (Oxalis tuberosa) - olluco (Ullucus tuberosus) - nopal o tuna (Opuntia) - jícama (Pachyrhizus erosus) - papaya o mamón (Carica papaya) - guayaba (Psidium) - amaranto (Amaranthus) - quinua o quínoa o quinoa (Chenopodium quinoa) - chirimoya (Annona cherimola) | - zapote (Pouteria sapota) - mamey (Mammea americana - pitaya (Stenocereus queretaroensis) - verbena (Verbena (planta)) - tupinambo o topinambur (Helianthus tuberosus) - estevia (Stevia) - yerba mate (Ilex paraguariensis) - pitanga o ñangapiry (Eugenia uniflora) - tomate o tomate verde (Physalis ixocarpa) |

Fuentes proteínicas amerindias:
- girasol o maravilla (Helianthus annuus)
- pecana (Carya illinoinensis)
- piñón de araucaria o pehuén (Araucaria araucana)

Usos ceremoniales:
- tabaco (Nicotiana tabacum, Nicotiana rustica)
- coca (Erythroxylum coca)
- peyote (Lophophora williamsii)
- ayahuasca (decocción de Banisteriopsis caapi con Psychotria viridis o Diplopterys cabrerana, entre otras plantas)
- yerba mate (Ilex paraguariensis)
- willka, cebil, cohoba, yopo (Anadenanthera colubrina, Anadenanthera peregrina)

Otros cultivos:
- caucho (Hevea brasiliensis)
- chicle (Manilkara zapota)
- algodón (Gossypium), cuyo cultivo empezó independientemente en América e India.
- quina (Cinchona officinalis)
- achiote (Bixa orellana)

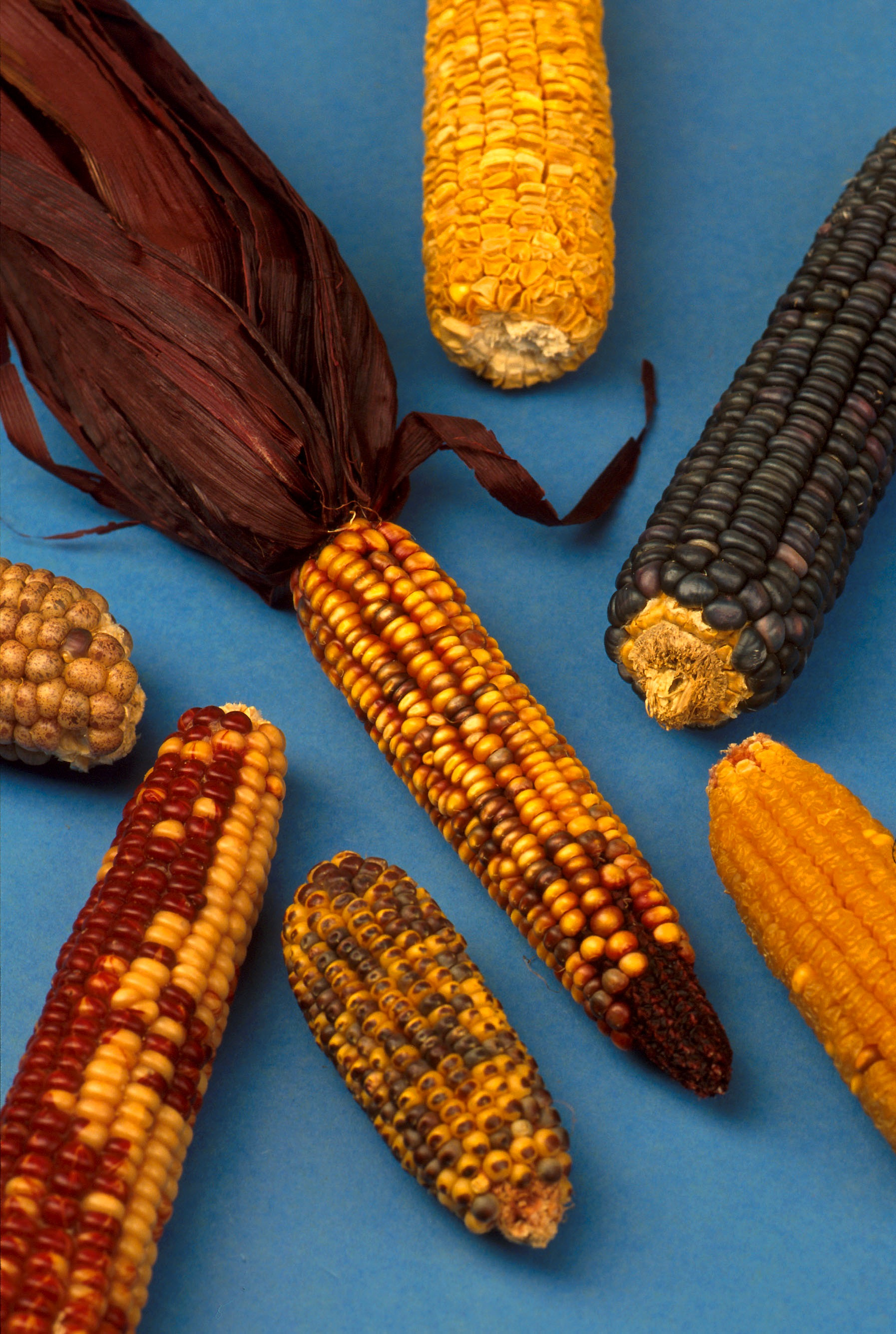
El maíz se domesticó por primera vez en Guatemala y en el sur de México.
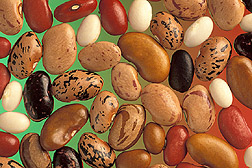
El frijol es originario de México y de Centroamérica y posteriormente comenzó a cultivarse en América del Sur.
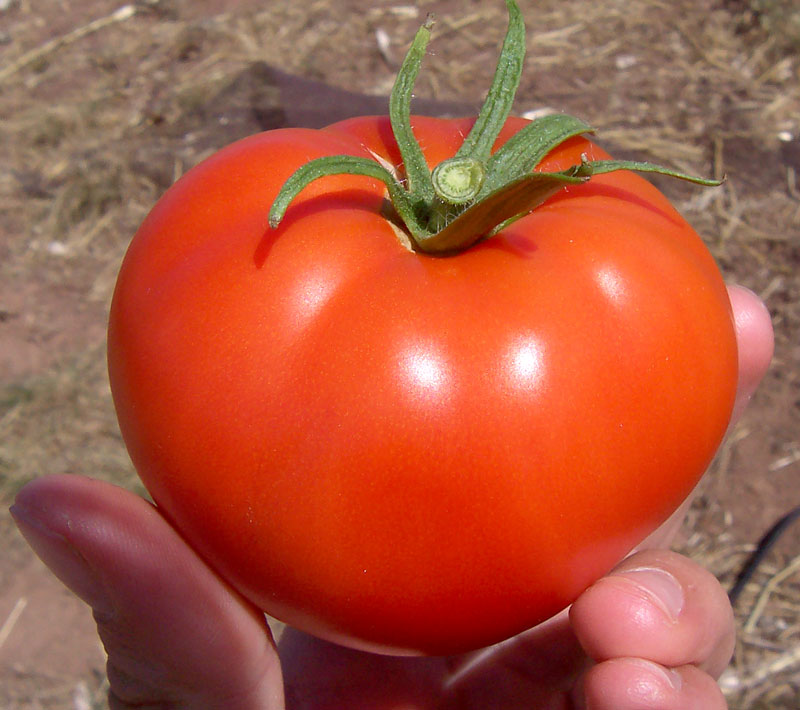
El tomate (jitomate, en el centro de México), lo cultivaron posteriormente las civilizaciones prehispánicas de México.
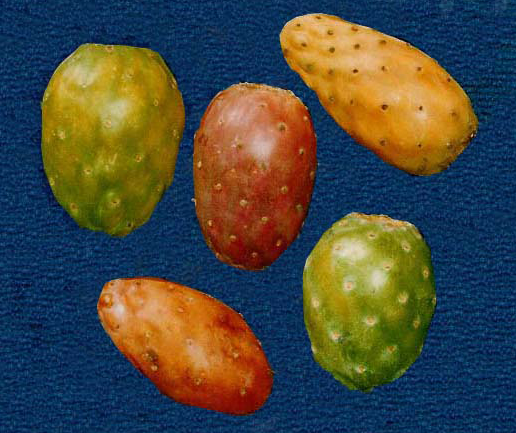
Frutos de tuna de Áncash, Perú.
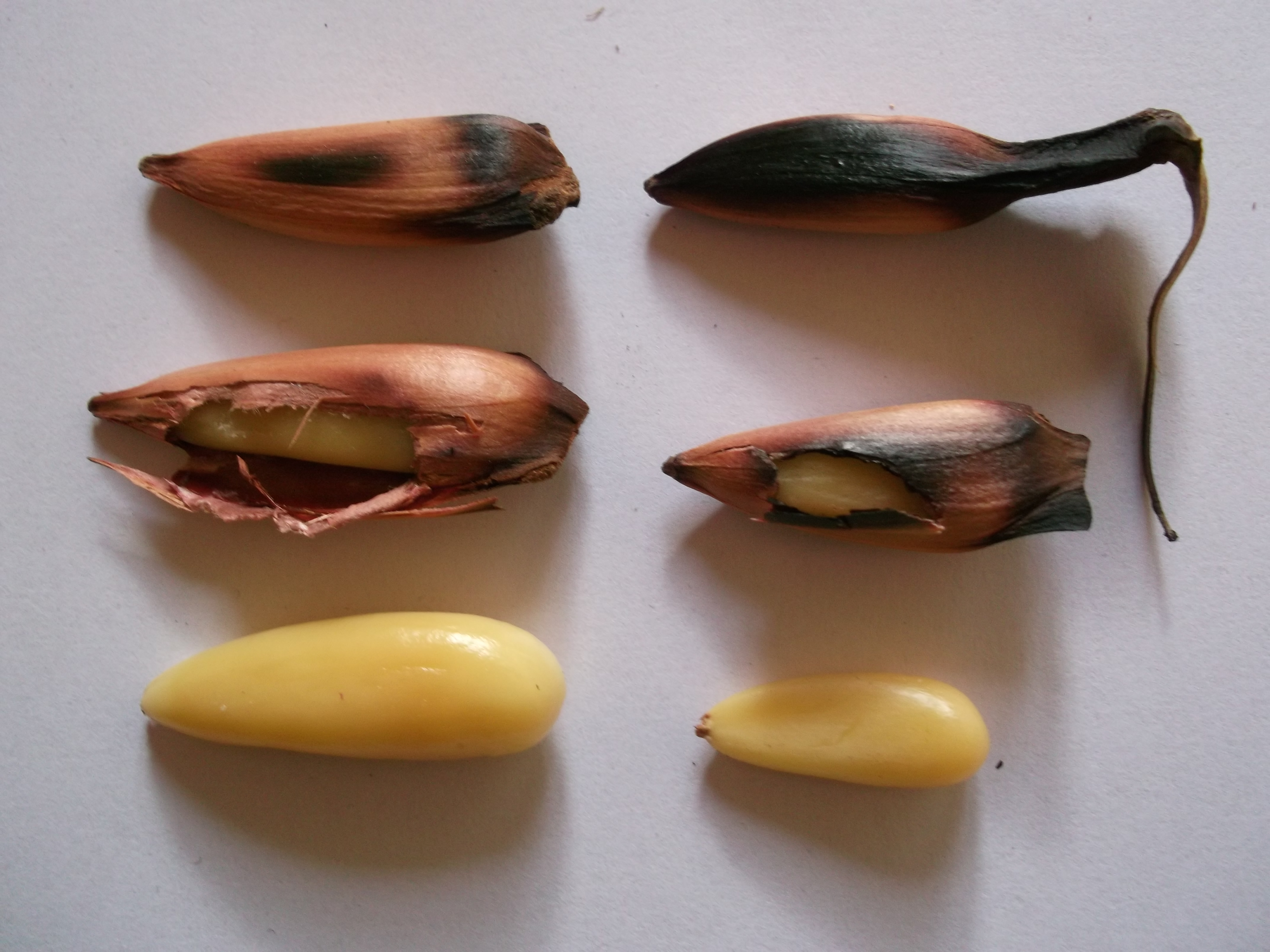
Dos variedades de piñones de araucaria cocidos, del noroeste patagónico.
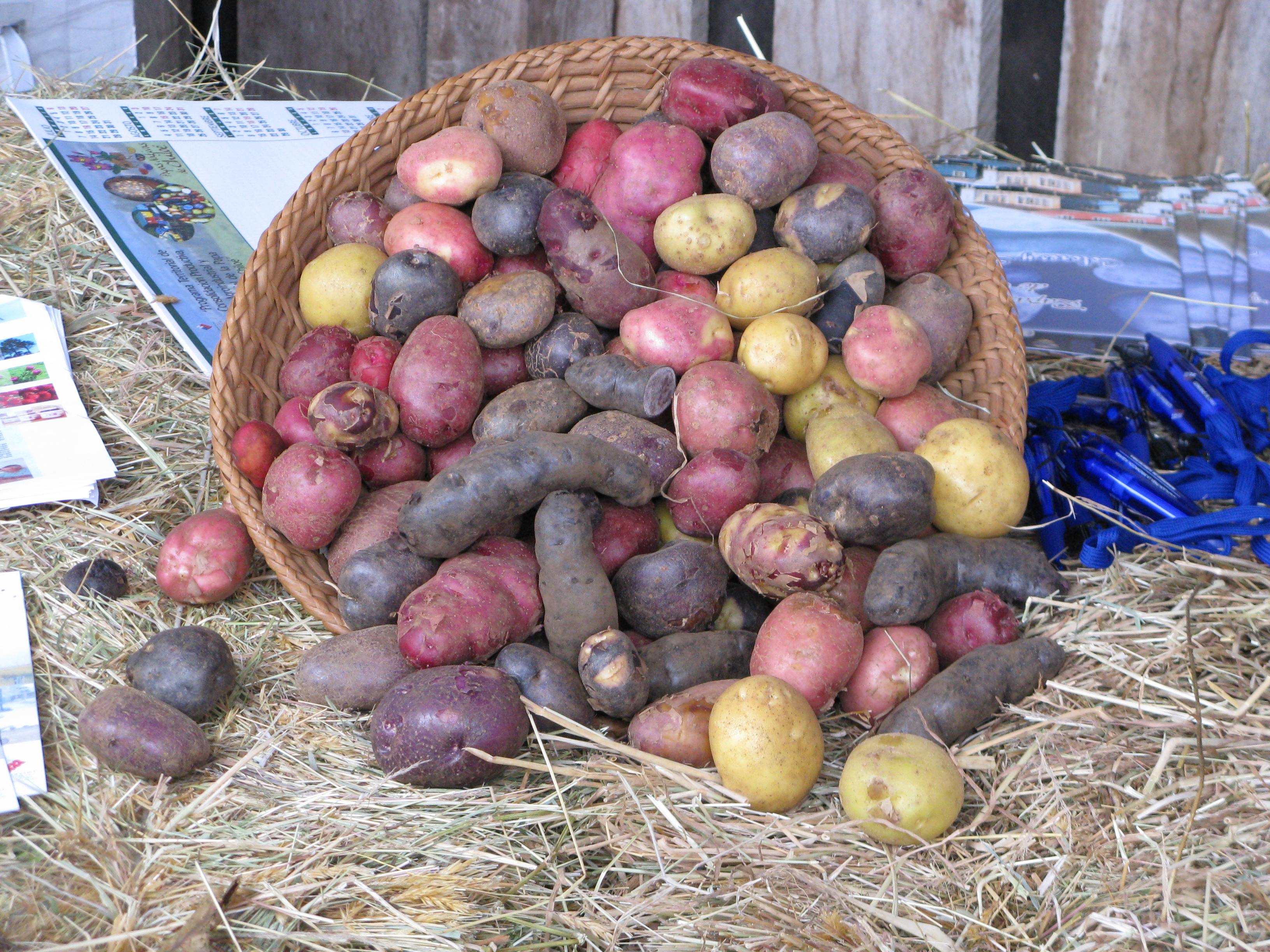
Variedades de papa del archipiélago de Chiloé (Chile).
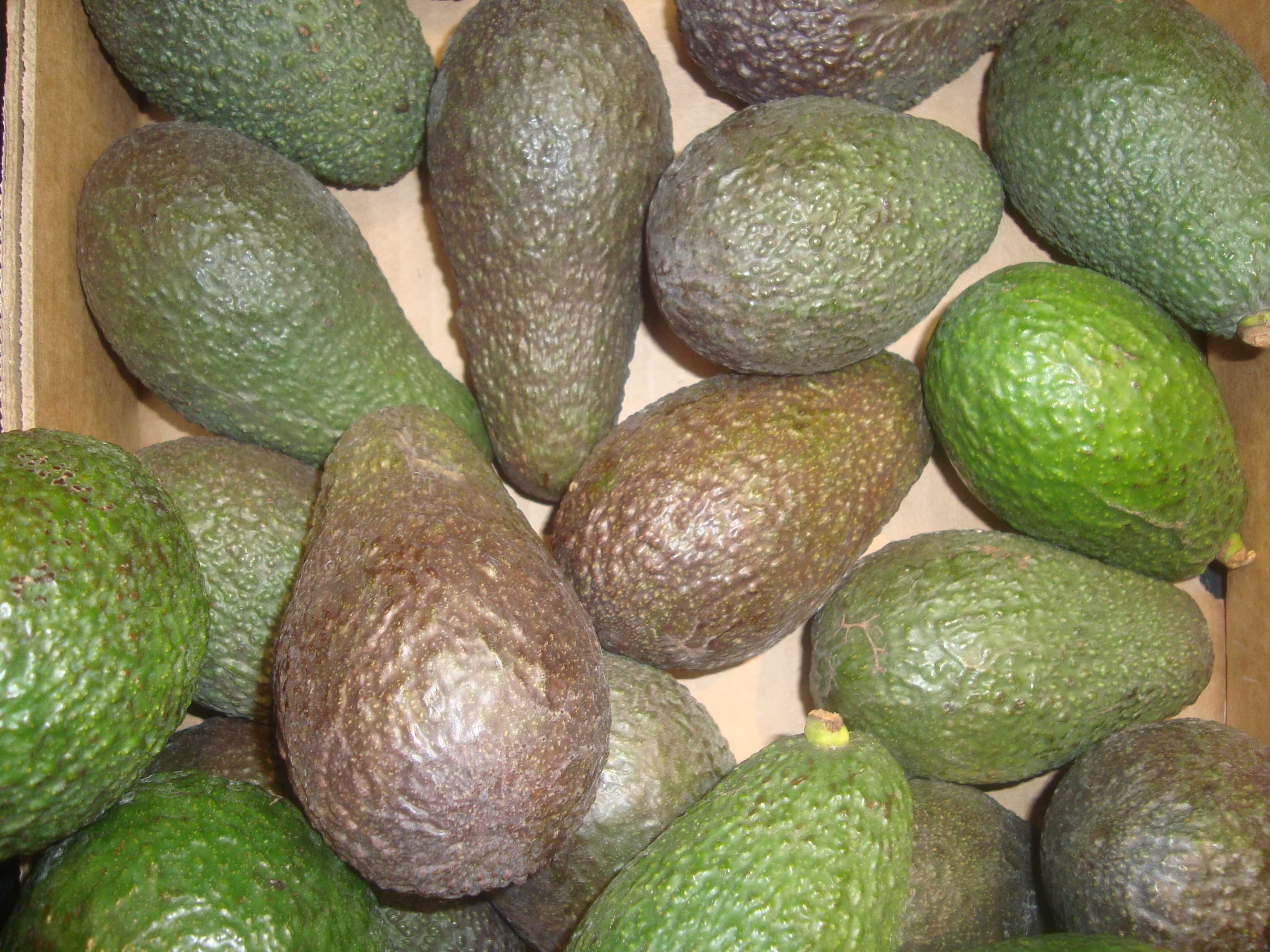
Aguacates, originarios de las partes altas del centro y este de México y de Guatemala.
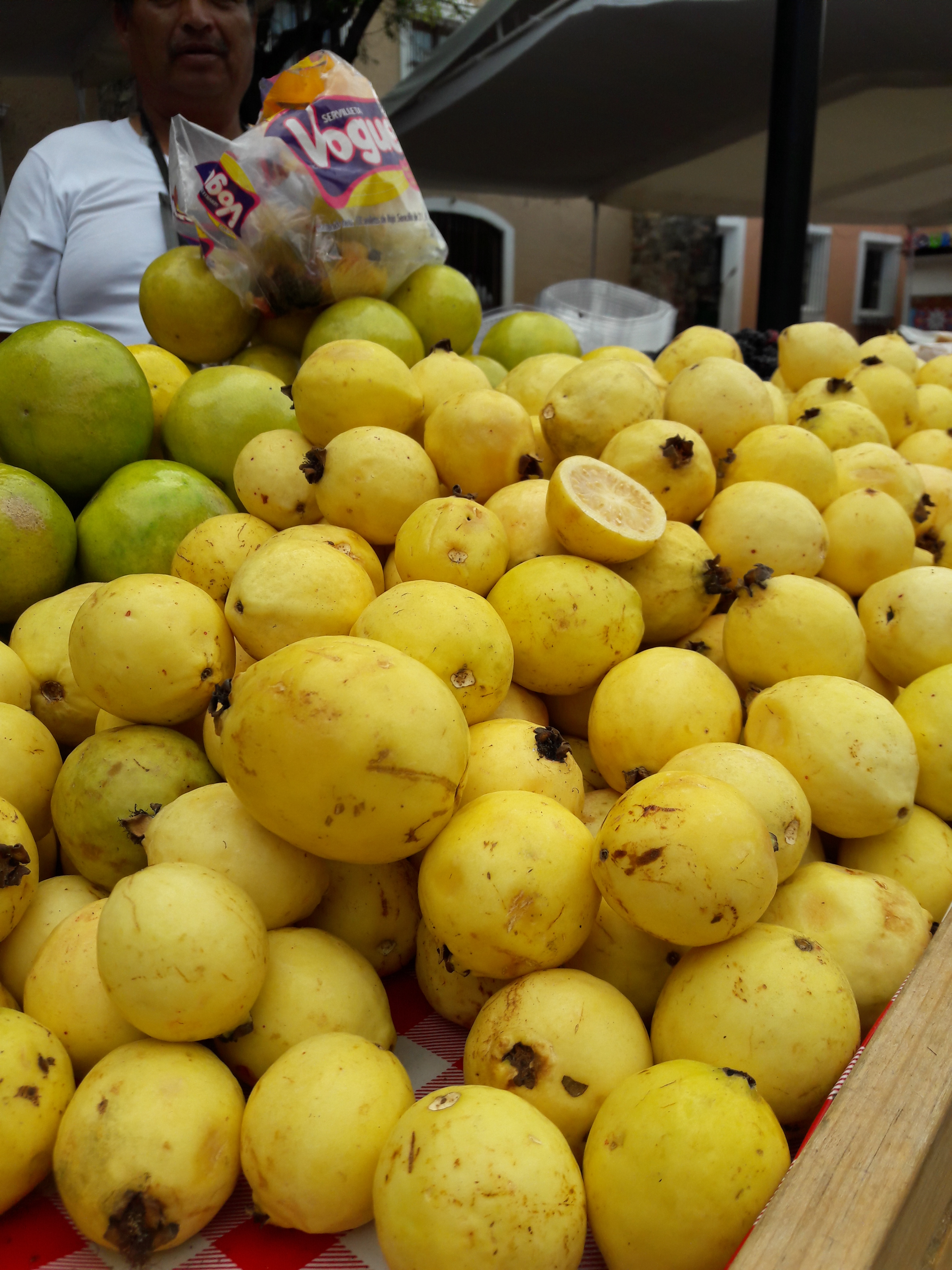
Guayabas. Nativas de Centroamérica.

### Tecnología
La limitada distribución de animales de carga disponibles para la domesticación sin duda es uno de los factores que dificultó el transporte en la América prehispánica. Además, la configuración del continente, orientado según el eje norte-sur, dificultaba la difusión de ciertos cultivos al variar el clima mucho con la latitud. Nótese que Eurasia tiene una orientación predominante este-oeste lo que permitió la difusión de ciertas tecnologías y cultivos a lo largo de franjas en que la latitud variaba poco.
A la llegada de los europeos a América, la metalurgia era de uso limitado y contaba con poca difusión. Prácticamente todas las sociedades americanas de la época precolombina se valían de herramientas de piedra.
En algunos aspectos particulares, las civilizaciones americanas lograron importantes éxitos. En Mesoamérica, el conocimiento del calendario y la astronomía había alcanzado niveles de desarrollo notables. En cuanto a la agricultura, los mexicas usaron sistemas de agricultura intensiva basados en chinampas con producciones totales de alimento por hectárea probablemente muy superiores a la de otros lugares del planeta, mientras que los incas utilizaron un sistema de terrazas con el fin de aprovechar el terreno escabroso en el que se desarrollaron, irrigando de mejor manera el suelo y obteniendo una gran producción alimentaria, lo que permitió el crecimiento poblacional en la zona de Los Andes. 
Algunos de los cultivos americanos eran especialmente productivos. Por ejemplo, cuando se llevó el maíz a China, se resolvieron en gran parte sus problemas de hambre, y su cultivo fue un cofactor responsable de la explosión demográfica de esa región hacia el siglo XVIII.

### Idiomas

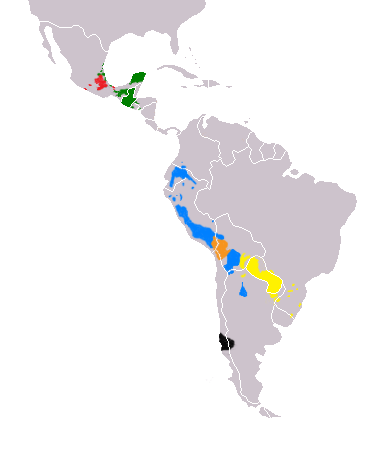
Áreas de distribución de algunas de las lenguas amerindias más habladas en Latinoamérica a principios del :
Náhuatl
Lenguas mayas
Lenguas quechuas
Aimara
Guaraní
Mapudungún

El continente americano es una de las zonas más diversas en cuanto a número de idiomas y cantidad de familias de lenguas. Se tiene documentación de cerca de 900 lenguas indígenas diferentes, aunque el número original debe de haber sido mayor pues un buen número de lenguas desaparecieron sin ser documentadas. En la actualidad hay todavía cerca de 500 lenguas que cuentan con hablantes, la mayor parte de ellas con solo unos pocos miles de hablantes. La clasificación filogenética de las lenguas indígenas de América las agrupa en unas 80 unidades filogenéticas bien asentadas, además de más de un centenar de lenguas no-clasificadas. Las comparaciones de más largo alcance que pretenden probar el parentesco entre estas familias lingüísticas son controvertidas, ya que frecuentemente se recurre a técnicas no tan exigentes como el método comparativo estricto. Entre las clasificaciones de largo alcance, probablemente la más polémica y, también, una de las más influyentes es la hipótesis amerindia debida a Joseph Greenberg (1987), que sugiere que en última instancia las lenguas indígenas americanas se pueden agrupar en tres unidades filogenéticas:
- La de las lenguas amerindias propiamente dichas, que engloba a la gran mayoría de las lenguas americanas.
- La de las lenguas esquimo-aleutianas, que forman parte de una supuesta macrofamilia euroasiática.
- La de las lenguas na-dené, que forman parte de la hipotética macrofamilia dené-caucásica.

Greenberg también propone una división en grupos de las lenguas amerindias sobre una evidencia lingüística. Sin embargo, la mayoría de los americanistas consideran insuficiente la evidencia en la que se basa Greenberg como para que su resultado sea fiable y, de hecho, otros especialistas como Campbell consideran que la propuesta de Greenberg no solo es inconcluyente, sino además altamente especulativa.

## Aspectos antropológicos y genéticos
Los amerindios en conjunto representan una de las poblaciones humanas donde más frecuente es el grupo sanguíneo O dentro del sistema ABO. En ningún otro continente la población nativa tiene un porcentaje tan alto de ese grupo sanguíneo. El análisis de ADN en sus tres diferentes campos (genética autosomal, mitocondrial y del cromosoma Y) demuestra que hay una cercanía evidente entre todos los pueblos nativos de América. Así, encontramos alta uniformidad genética a lo largo del continente, mayor que en cualquier otro. Al mismo tiempo, estos análisis confirman las teorías del poblamiento de América a partir de la región de Siberia hacia el final de la Edad de hielo.

## Demografía
La tabla siguiente presenta un cálculo sobre la población amerindia en los países de América. Aparte se incluye el cálculo de la población mestiza con alguna ascendencia indígena y la suma de estos con los amerindios propiamente dichos. Se debe tener en cuenta que estas categorías se definen muy vagamente y se miden de maneras diferentes en cada país. De hecho, en la mayoría de los países americanos no existen datos confiables acerca de la pertenencia étnica de sus habitantes. Con frecuencia se equipara el número de hablantes de lenguas nativas de América con el número de indígenas; sin embargo ello excluye a la población étnica de cada comunidad lingüística que ha abandonado el uso de su lengua nativa pero sigue siendo indígena por cultura o porque asume esa identidad. Por otra parte, otro desafío estadístico consiste en determinar qué parte de la población de un país podría considerarse genéticamente indígena. Los datos presentados en la tabla de abajo provienen de The World Factbook, fuente externa a los países latinoamericanos que realiza un cálculo de los componentes étnicos de la población de cada nación.
Cabe decir que los censos realizados en casi todos los países de América reflejan la población que se autoidentifica como perteneciente a cualquiera de los pueblos precolombinos, ya sea por idioma, afinidad cultural o por cualquier otro factor.
| Groenlandia          | 88 %   |
| Bolivia              | 44 %   |
| Guatemala            | 42 %   |
| Perú                 | 25.8 % |
| Chile                | 12,8 % |
| Panamá               | 12,5 % |
| Colombia             | 10,4 % |
| México               | 9.36 % |
| Ecuador              | 7 %    |
| Honduras             | 7 %    |
| Uruguay              | 6,4 %  |
| Canadá               | 5,1 %  |
| Nicaragua            | 5 %    |
| Dominica             | 2,9 %  |
| Estados Unidos       | 2,9 %  |
| Argentina            | 2,8 %  |
| Venezuela            | 2,7 %  |
| Costa Rica           | 2,4 %  |
| Paraguay             | 1,8 %  |
| Brasil               | 0,8 %  |
| El Salvador          | 0,2 %  |
| Cuba                 | ND     |
| Jamaica              | ND     |
| Haití                | ND     |
| Puerto Rico          | ND     |
| República Dominicana | ND     |